# NGC 2135
NGC 2135 је расејано звездано јато у сазвежђу Златна риба које се налази на NGC листи објеката дубоког неба.
Деклинација објекта је - 67° 25' 38" а ректасцензија 5h 53m 35,0s. Привидна величина (магнитуда) објекта NGC 2135 износи 12,1 а фотографска магнитуда 12,2. NGC 2135 је још познат и под ознакама ESO 86-SC39.